# Marche Verte
«Зелёный Марш» (Marche Verte) — официальная авиационная пилотажная группа Королевских ВВС Марокко. Названная в честь демонстрации 1975 года, авиагруппа была сформирована в 1988 году. Первоначально группа состояла всего из двух самолётов. В настоящее время команда располагает семью французскими учебно-тренировочными самолётами CAP 230, а также турбовинтовым транспортным CASA CN-235.

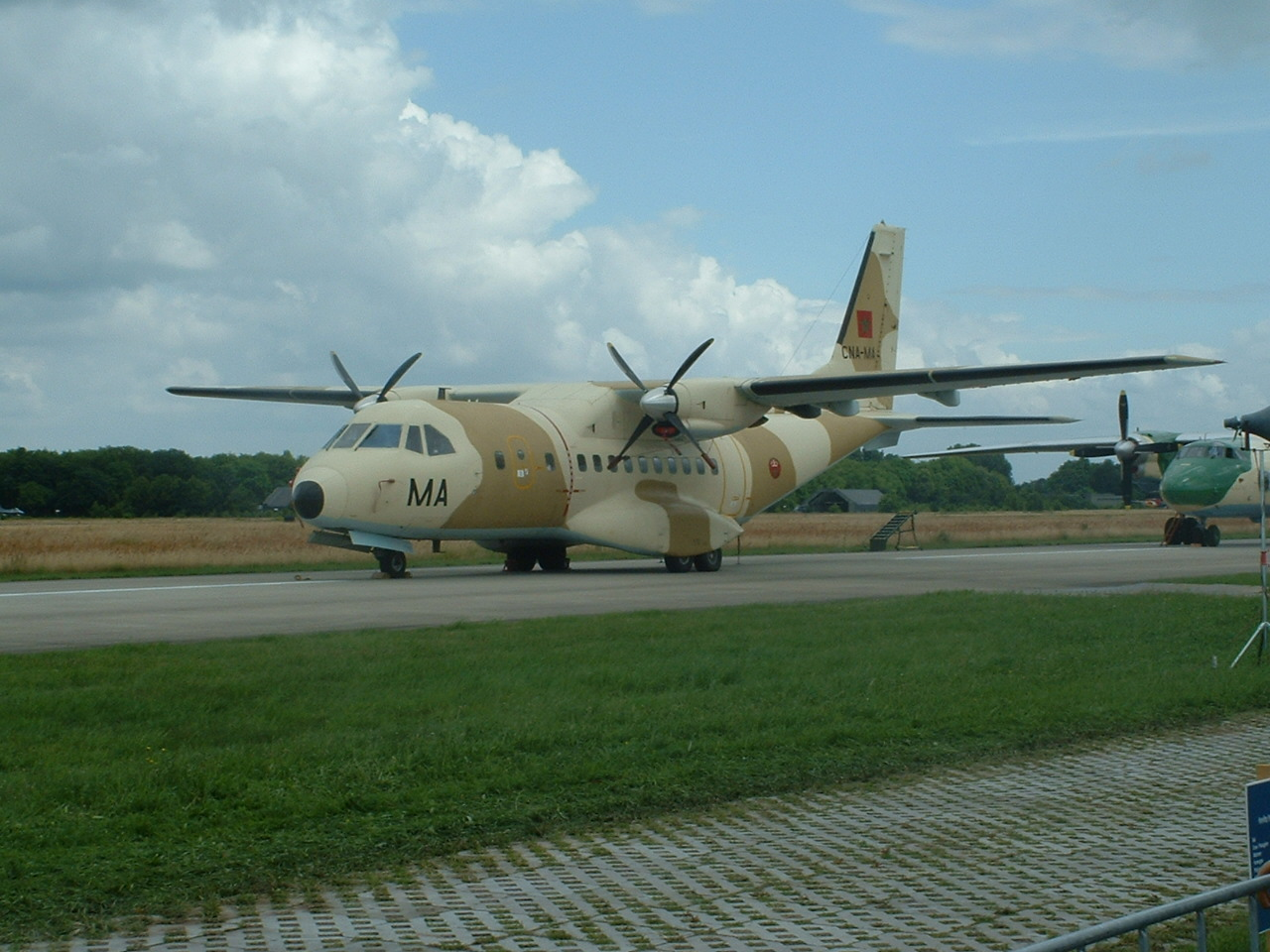
Самолёт поддержки CASA CN-235